# David Gill
Sir David Gill, FRS, škotski astronom in urar, * 12. junij 1843, Aberdeen, grofija Aberdeenshire, Škotska, † 24. januar 1914, London, Anglija.

## Življenje in delo
Gill se je na Marischalovem kolidžu v dveh letih izučil za urarja. Že njegov oče je bil urar. Ukvarjanje s točnim merjenjem časa ga je pripeljalo do astronomije. V Aberdeenu je zgradil in opremil zasebni observatorij. V Kraljevem kolidžu je postavil pasažni inštrument in skupaj s profesorjem Thomsonom sta točno merila čas za celotno mesto.
18. maja 1869 je posnel svojo prvo fotografijo Lune. Pokazali so jo na srečanju Kraljeve astronomske družbe v Londonu. Postal je izkušen opazovalec.
Leta 1874 je bil vodja odprave na otok Mavricij v Indijskem oceanu, kjer je 8. decembra opazoval navidezni prehod Venere preko Sončeve ploskve. Leta 1877 je skupaj z ženo vodil drugo odpravo na otok Ascension v Atlantskem oceanu, kjer so opazovali Mars, ko je bil zelo blizu Zemlji. Kraj opazovanja se še vedno imenuje Marsov zaliv. Z odpravama so hoteli izmeriti razdalji Venere in Marsa, iz katerih bi lahko izračunali astronomsko enoto. Rezultati niso izpolnili pričakovanj, ker ne vidimo Venere in Marsa kot okrogli ploščici. Njuni meji sta razmazani zaradi atmosfer planetov. Zato je za Venero težko določiti točen trenutek, ko se navidezno dotakne Sonca. Gill se je domislil, prav tako kot že pred njim Galle, da bi bilo morda ugodneje opazovati večje asteroide, čeprav so bolj oddaljeni kot Venera ali Mars. Ti so v daljnogledu točkasti kot zvezde. Do leta 1889 je opravil takšna opazovanja in rezultati so bili spodbujajoči. Čez 9 let je leta 1898 Witt odkril 433. asteroid Eros, katerega tir leži med Marsom in Zemljo in je tako sploščen, da se Eros približa Zemlji na razdaljo 24 · 109 m, kar je bliže, kot se kdajkoli približata Venera ali Mars. Do leta 1901 je Gill določil astronomsko enoto s sodobno točnostjo. Njegovo delo je nadaljeval generacijo pozneje kraljevi astronom Jones, ki je še z večjo točnostjo določil astronomsko enoto, ko je opazoval Eros v njegovi opoziciji.
Gill je pokazal na uporabnost heliometra, daljnogleda z deljenim objektivom za merjenje oddaljenosti Sonca. Od leta 1879 do 1906 je bil Gill kraljevi astronom Škotske in predstojnik Kraljevega observatorija na Rtu dobrega upanja, kamor je povabil tudi de Sittra. Observatorij je opremil z zelo točnimi inštrumenti. Skupaj z drugimi astronomi je določeval Sončevo paralakso. Astronomsko enoto je določil tako točno, da je njena vrednost veljala do leta 1968. Določeval je zemljepisne širine na raznih mestih ob afriški obali. Geodetsko je posnel južno Afriko.
Leta 1882 je posnel komet, viden na južni polobli. Veliko število zvezd na plošči ga je prepričalo o koristnosti fotografiranja zvezd. Leta 1886 je prvi sprožil misel, da bi napravili fotografsko karto neba. S svojega strateško postavljenega observatorija na južni polobli je fotografiral južno nebo. Prvi je tako snemal južne zvezde. Načrt je zahteval skoraj pol stoletja vztrajnega dela, ki ga je opravilo mnogo observatorijev, raztresenih po vsej Zemlji. Na tem področju je delal skupaj s Kapteynom, ki je pregledoval njegove plošče na Nizozemskem. Tako je nastala razširjena Argelanderjeva nebesna karta, ki zajema okoli 100 milijonov zvezd in kateri je dodan pravi zvezdni katalog 6 milijonov najsvetlejših zvezd.

## Priznanja
7. junija 1883 so ga izvolili za člana Kraljeve družbe iz Londona. Leta 1900 so ga povzignili v viteški red.

### Nagrade
Kraljeva astronomska družba (RAS) mu je leta 1882 podelila zlato medaljo.
Kraljeva družba mu je leta 1903 za njegove raziskave Sončeve in zvezdne paralakse ter za njegovo uspešno vodenje Kraljevega observatorija na Rtu dobrega upanja podelila svojo kraljevo medaljo.
Leta 1900 je za svoje znanstvene dosežke na področju astronomije prejel medaljo Bruceove.
Nacionalna akademija znanosti ZDA mu je leta 1929 podelila medaljo Jamesa Craiga Watsona.

### Poimenovanja
Po njem se imenujeta kraterja na Luni (Gill) in Marsu (Gill).